# Badacsony

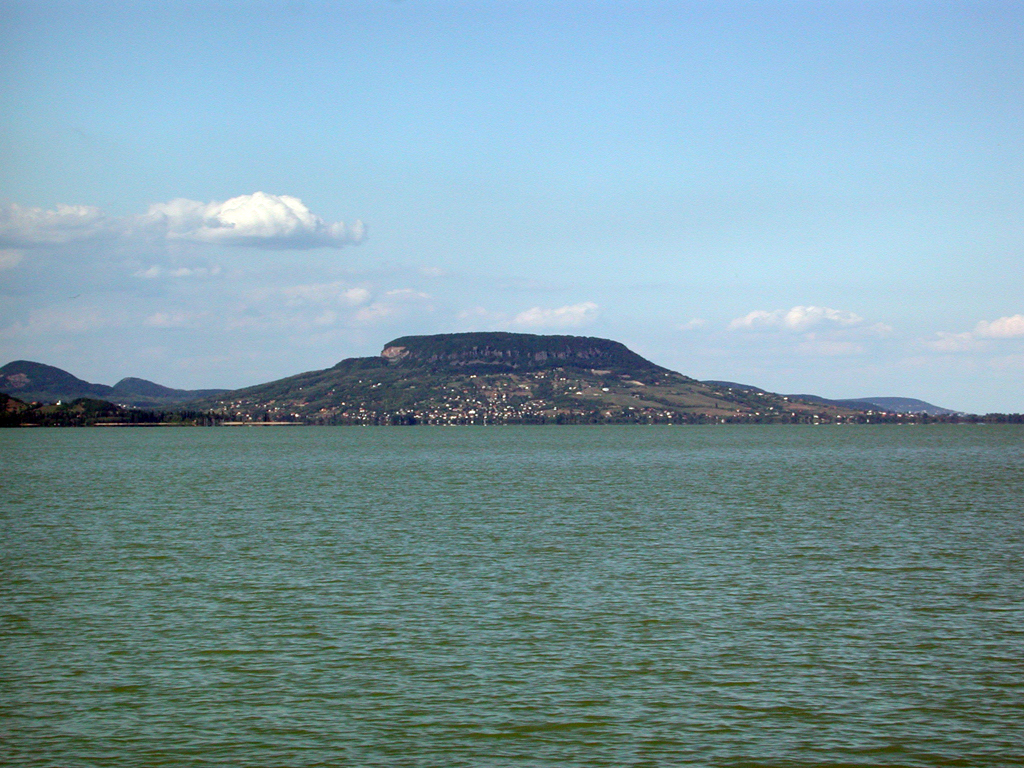
Berget Badacsony

Badacsony är ett berg i Ungern vid Balatonsjöns norra strand. Badacsony är också namn på ett vindistrikt.